# Świt (partia polityczna)
Świt (sł. Úsvit) to słowacka lewicowa partia polityczna założona w maju 2005 roku w wyniku rozłamu w Słowackiej Partii Komunistycznej. Przewodzi jej Ivan Hopta.